# 道の駅ふるびらたらこミュージアム
道の駅ふるびらたらこミュージアム（みちのえき ふるびらたらこミュージアム）は、北海道古平郡古平町にある国道229号の道の駅である。

## 概要
北海道129番目の道の駅である。

## 歴史
- 2025年（令和7年）
  - 1月31日 - 国土交通省より道の駅第62回登録において、「道の駅ふるびらたらこミュージアム」として登録[1]。
  - 4月15日 - 開駅[1][2][3]。

## 施設
- 駐車場 32台
- トイレ 17器
- 観光情報発信コーナー
- 道路情報発信コーナー
- 休憩施設
- 観光案内所
- ベビーコーナー
- 公衆電話
- 公衆無線LAN
- 物販施設
- 飲食施設
- 公園
- イベントスペース
- ドッグラン
- サイクルラック
- 公共交通待合所
- EV充電施設

## アクセス
- 国道229号 - 登録路線

## 周辺
- 古平町役場
- 古平町立古平中学校